# Яночкин, Валерий Потапович
Валерий Потапович Яночкин (4 января 1954, Гомель) — советский футболист, полузащитник, советский и белорусский футбольный тренер.

## Биография
Во взрослых соревнованиях начал играть во время службы в армии в составе минского СКА. В 1974 году дебютировал в соревнованиях мастеров в составе «Гомсельмаша» во второй лиге. С 1975 года в течение четырёх сезонов играл за «Химик» (Гродно), провёл более 100 матчей во второй лиге. В 24-летнем возрасте прекратил выступления в соревнованиях мастеров.
Во второй половине 1987 года работал главным тренером «Гомсельмаша». С 1991 года был начальником команды «Неман» (Гродно), а в 1993—1995 годах возглавлял клуб в качестве главного тренера. Под его руководством «Неман» занимал места в середине таблицы высшей лиги Белоруссии. Затем тренер вернулся в Гомель, работал главным тренером местного клуба в январе 1998 — мае 1999 годов и в мае-сентябре 2001 года. После ухода из «Гомеля» некоторое время работал в другом городском клубе, «ЗЛиН».
В 2010 году вернулся в «Гомель», где занимал различные должности — начальника команды, тренера, детского тренера. В мае 2014 года в одном матче снова исполнял обязанности главного тренера клуба. Всего под его руководством команды провели 83 матча в высшей лиге Белоруссии.